# Surtsey
Surtsey (islandski za "Surtrov otok") vulkanski je otok u Atlantskom oceanu, 32 km južno od Islanda, ujedno i najjužnija točka te otočne države. Stvoren je vulkanskom erupcijom koja je otpočela 130 metara ispod mora, a površinu je dosegla 14. studenog 1963. godine. Posljednjeg dana erupcije, 5. lipnja 1967., novostvoreni je otok imao površinu od 2,7 km². Od tada se erozijom vjetra i valova Surtsey stalno smanjivao, tako da je njegova površina 2002. godine iznosila 1,4 km².
Surtsey je nazvan prema Surtru (Surtu), vatrenom divu (jötunnu) iz nordijske mitologije. Tijekom njegove erupcije pomno su ga proučavali vulkanolozi iz cijeloga svijeta. Kako su se nakon 1967. na otoku počele pojavljivati biljne i životinjske vrste, postao je zanimljiv i botaničarima te biolozima. Kao zaštićeno područje, Surtsey pruža nezamjenjive i dugoročne podatke o naseljavanju biljaka i kolonizaciji životinjskog svijeta. Tako je primijećeno da su vjetrovi donijeli prve sjemenke, zabilježena pojava mahovine, bakterija i gljiva, nakon čega su 1965. godine (dok je još trajala erupcija) osvanule i prve više biljke kojih je do 1975. godine već bilo oko 10 vrsta. Do 2004. godine na otoku se moglo naći 60 vrsta viših biljaka, 75 vrsta mahovina, 71 vrsta lišajeva i 24 vrste gljiva, te 335 vrste kralješnjaka, kao i 89 vrsta ptica od kojih se 57 razmnožava na drugim mjestima u Islandu.
Često se Surtsey naziva "najmlađim svjetskim otokom". Od 2008. godine nalazi se na popisu UNESCO-ove Svjetske baštine u Europi. Kako se njegov osjetljivi ekosustav ne bi ljudskim utjecajem poremetio, pristup otoku moguć je samo znanstvenicima.

## Geologija
Podmorski otvori iz kojih je nastao Surtsey u sklopu su podmorskog vulkanskog sustava Vestmannaeyjar, dijela fisure morskog dna pod nazivom Srednjoatlantski greben. Vestmannaeyjar je također proizveo erupciju vulkana Eldfell na otoku Heimaey 1973. godine.
|                       | 1: oblak isparavanja vode |
| 2: pepeo              |                           |
| 3: krater             |                           |
| 4: voda               |                           |
| 5: sloj lave i pepela |                           |
| 6: stratum            |                           |
| 7: proboj magme       |                           |
| 8: komora magme       |                           |
| 9: brana              |                           |

### Erupcija 1963. godine
Dana 15. studenog 1963. u 7 sati i 15 minuta prema Greenwichu, kuhar koče Ísleifur II, koja je plovila uzduž arhipelaga Vestmannaeyjar, opazio je stup crnog dima u smjeru jugozapada. Brod je krenuo istražiti uzrok dima, jer je kapetan mislio da se radi o požaru na nekom drugom brodu. Kad su se približili, vidjeli su da je gusti crni dim zapravo vulkanski pepeo kojeg su iz podmorja izbacivale eksplozivne erupcije.
Premda je erupcija bila neočekivana, prethodile su joj naznake vulkanske aktivnosti: od 6. do 8. studenog slaba podrhtavanja primijećena su u naselju Kirkjubæjarklaustur, a njihov je epicentar procijenjen na 140 km južno, što otprilike odgovara udaljenosti do Surtseya. Također je 12. studenog seizmograf u Reykjavíku zabilježio slaba podrhtavanja u trajanju od deset sati, no nije locirao njihov epicentar. Dva dana prije erupcije islandski je istraživački brod zabilježio da je temperatura mora u tom području nešto viša od uobičajene. Istodobno su stanovnici primorskog gradića Vík udaljenog oko 80 km primijetili miris vodikova sulfida, plina koji je često prvi znak vulkanske erupcije.
Vjeruje se da je erupcija počela nekoliko dana prije 14. studenog. Morsko se dno u tom području nalazi na dubini od 130 metara i tlak morske vode prigušuje eksplozivne vulkanske erupcije. Erupcijama je vulkan rastao i približavao se morskoj površini, te je napokon postao vidljiv 14. studenog.
Do 11 sati dana 14. studenog stup vulkanskog pepela dosegao je visinu od nekoliko kilometara. Isprva su se erupcije događale u tri različita otvora uzduž fisure u smjeru sjeveroistok-jugozapad, no popodne istog dana otvori su se spojili u jedan. Tijekom sljedećeg tjedna kontinuirane su eksplozije stvorile otok od vulkanskog kamena dug oko 500 i visok 45 metara.
Novi je otok dobio ime po nordijskom bogu vatre Surtru. Daljnjim je erupcijama poprimao okrugli oblik, tako da je do 24. studenog već mjerio 900x650 metara, no kako je njegova građa bila od slabo povezanog vulkanskog kamena, sjevernoatlantske su zimske oluje stalno odnosile kamen natrag u more. Maksimalnu je veličinu Surtsey imao u veljači sljedeće godine, kada je dosegao preko 1300 metara u promjeru.
Tri su se francuska novinara iz časopisa Paris Match iskrcala na otok 6. prosinca 1963. Nakon 15 minuta bili su prisiljeni otploviti zbog snažnih detonacija. U šali su objavili francuski suverenitet nad otokom. Nedugo nakon toga, službeni je Reykjavík proglasio svoje vlasništvo nad Surtseyem.
Morska voda koja je stalno navirala u eruptivne otvore uzrokovala je stalne eksplozivne erupcije koje su bacale kamenje kilometar od otoka, dok se vulkanski dim dizao i do 10 km u zrak. Do početka 1964. otok je narastao do stupnja kada morska voda nije više mogla tako jednostavno ulaziti u eruptivne otvore, čime je vulkanska aktivnost postala puno manje eksplozivna, a zamijenile su je erupcije i potoci lave. Ohlađena je lava stvorila čvrsti pokrivač na otoku, što je doprinijelo smanjenju stupnja erozije. Manje su se erupcije nastavile do 1965. godine, kada je otok zauzimao površinu od 2,5 km².
Dana 28. prosinca 1963. podmorska aktivnost 2,5 km sjeveroistočno od otoka prouzročila je uzdizanje morskog grebena 100 m s morskog dna. Greben, nazvan Surtla, ipak nije dosegao površinu, a na njemu su erupcije prestale 6. siječnja 1964. Visina grebena se erozijom do danas smanjila s 23 m na 47 m ispod površine mora.
Vulkanska je aktivnost prestala početkom 1965., no krajem je svibnja ponovno započela na otvoru oko 600 m od sjeverne obale. Do 28. svibnja formiran je otočić Syrtlingur ("Mali Surtsey"), kojeg je more odnijelo početkom lipnja, da bi se 14. lipnja ponovo pojavio. Naravno, erupcije na Syrtlinguru bile su i do deset puta manje od onih koje su stvorile Surtsey. Najveća površina Syrtlingura iznosila je 0,15 km². U listopadu su erupcije prestale te su nedugo zatim novi otočić odnijeli valovi.
Nova erupcija zamijećena je 1 km jugozapadno od Surtseya tijekom prosinca 1965. Novi je otočić nazvan Jólnir (drugo ime za Odina). Lava ga je uzdigla do visine od 70 m, no prestankom vulkanske aktivnosti doživio je sudbinu Syrtlingura i u listopadu 1966. nestao pod morskom površinom.
Manje erupcije nastavile su se na Surtseyu u kolovozu 1966. i trajale su do 5. lipnja 1967. godine, kada su u potpunosti prestale. Procjenjuje se je da obujam lave izbačene tijekom četiri godine vulkanske aktivnosti oko kubnog kilometra, a najviša točka otoka iznosila je 174 m nadmorske visine. Erozija je Surtsey postupno smanjila do današnje veličine; veliki dio jugoistočne strane otoka nestao je u potpunosti. Istodobno je na sjeveru otoka nastao pješčani sprud nazvan Norðurtangi ("sjeverna točka").
Sa svršetkom erupcija znanstvenici su ustanovili mrežu mjerila kojima se mjere promjene u obliku otoka. Surtseyeva se visina konstantno smanjuje, no puno sporije u posljednjih 20-ak godina (1-2 cm godišnje). Razlog tome je stvrdnjavanje morskog dna pod otokom i savijanje litosfere pod težinom vulkana. Ipak, uzburkano more oko otoka uzrokuje eroziju kojom se gubi oko hektara površine godišnje. Od prestanka erupcije Surtsey je izgubio gotovo polovicu svoje površine.

## Biologija
Surtsey je idealno područje za proučavanje biokolonizacije. Proglašen je prirodnim rezervatom već 1965., dok je erupcija još bila u tijeku. Danas je pristup na površinu otoka moguć samo manjem broju znanstvenika, dok se turisti moraju zadovoljiti razgledavanjem iz malog zrakoplova, sve u svrhu održavanja prirodne sukcesije bez vanjskih utjecaja.

### Pojava biljaka
Prva je viša biljka opažena 1965. na sjevernoj obali. Mahovina se pojavila 1967., a lišajevi 1970. godine. Biljna kolonizacija na Surtseyu pažljivo se promatra, s naglaskom na više biljke, koje igraju veću ulogu u razvoju vegetacije od mahovine, lišajeva i gljiva.
Mahovina i lišajevi danas pokrivaju većinu otoka. Tijekom prvih 20 godina opažene su mnoge biljke, no samo je deset vrsta zaživjelo u siromašnom pjeskovitom tlu otoka. Tlo se postupno popravilo dolaskom ptica na otok i biljke su stekle bolje uvjete za preživljavanje. Godine 1998. zamijećen je prvi grm (Salix phylicifolia), koji može narasti do visine od 4 metra. Godine 2008. na otoku je zabilježeno 69 vrsta biljaka, od kojih je, smatra se, oko 30 udomaćeno. U usporedbi, na otoku Islandu živi oko 490 vrsta. Godišnje se na Surtseyu pojavi oko 5 novih vrsta.

### Ptice
Broj biljaka i ptica na otoku istodobno se povećavao, zato što ptice prave gnijezda s biljnim materijalom, a pomažu razmnožavanju biljaka raznoseći sjeme i gnjoje tlo svojim izmetom (guanom). Prvo gniježđenje ptica opaženo je na otoku tri godine nakon prestanka erupcija. Prve vrste bile su fulmarus (sjeverni galeb) i sjeverni gnjurac. Danas se na otoku gnijezdi dvanaest vrsta ptica.
Kolonija galebova tu je od 1984. godine (premda su se galebovi pojavljivali na otoku već od njegova postanka). Kolonija je značajno doprinijela razvitku biljne populacije Surtseya, više nego ijedna druga vrsta. Godine 2004. otkrivena su gnijezda njorki iz roda Fratercula, koje se uobičajeno gnijezde u ostatku arhipelaga Vestmannaeyjar.
Osim što je dom nekoliko vrsta ptica, Surtsey je i postaja (naročito otkad je vegetacija napredovala) za ptice selice, posebice za one koje lete između europskog kopna i Islanda. Neke od vrsti koje su zamijećene su labudovi, guske i gavranovi.

### Morski svijet
Na sjevernom se dijelu otoka nalaze tuljani; godine 1983. opaženo ih je 70-ak. Tamo se sunčaju i razmnožavaju, posebice na pješčanom sprudu Norðurtangi. Naravno, tuljani privlače svoje predatore orke, koje se često može vidjeti u vodama oko otoka.
U podmorju ima zvjezdača, ježinaca i morskih puževa. Stijene su pokrivene algama, dok morska trava raste na obroncima vulkana, najčešće na dubini između 10 i 20 metara.

### Drugi oblici života
Kukci su stigli na Surtsey nedugo nakon njegova formiranja. Prvi su opaženi 1964. godine, i to leteći kukci koji su stigli s Islanda i europskog kopna nošeni vjetrom. Drugi su kukci stigli na naplavinama drva te na mrcinama životinja. Kukci su bitni za povećanje broja ptica na otoku, jer im osiguravaju dragocjenu hranu.

## UNESCO-ovo prirodno dobro i ljudski utjecaj
Surtsey je 2008. godine proglašen Svjetskom baštinom - prirodnim dobrom na 32. zasjedanju UNESCO-a. Obrazloženje je bilo sljedeće:
Vrijednosti
Surtsey je novi otok, kojeg su u razdoblju 1963.-1967. formirale vulkanske erupcije. Zakonski je zaštićen od svojega stvaranja i postoji kao netaknuti prirodni laboratorij. Slobodan od ljudskog uplitanja, Surtsey je dao mnoge informacije o procesu kolonizacije biljnog i životinjskog svijeta na novom teritoriju.
Jedini vidljivi tragovi ljudskog utjecaja na Surtseyu su napušteni svjetionik na 150 m visokom vrhu otoka te montažna kućica kojom se koriste istraživači. Kućica ima nekoliko kreveta i solarno napajanje, koje pogoni radio i ostalu istraživačku elektroniku. Posjetitelji su dužni provjeriti odjeću i osobne predmete kako u ovaj zatvoreni ekosustav ne bi slučano unijeli sjeme iz vanjskog svijeta. Takvi su slučajevi u prošlosti otkriveni i uništeni od strane istraživača, primjerice stabljike krumpira i rajčice. Od 2009. na otoku postoji meteorološka postaja s web kamerom.

## Budućnost otoka
Smatra se da otok neće u potpunosti nestati u bliskoj budućnosti (narednih 100 godina). Većina erodiranog materijala bilo je vulkansko stijenje koje nije bilo pričvršćeno za glavninu otoka (koje se naziva tefra), a postojeće je tlo pokriveno korom stvrdnute lave, mnogo otpornije na eroziju. Također, tefra u unutrašnjosti otoka otvrdnula je pod utjecajem složenih kemijskih reakcija, u procesu koji se naziva palagonitizacija i koji se na Surtseyu dogodio u relativno kratkom roku zbog izuzetno visokih temperatura nedaleko od površine.
Procjene koliko će dugo Surtsey preživjeti temelje se na današnjoj stopi erozije. Uz pretpostavku da trenutačna stopa ostane nepromijenjena, do 2100. godine otok će biti uglavnom na ili ispod razine mora. Međutim, stopa erozije vjerojatno će se usporiti što je više izložena teža jezgra otoka: procjena sugerira da će otok preživjeti mnogo stoljeća. Drugi otoci arhipelaga Vestmannaeyjar, koji su prije više tisuća godina formirani na isti način kao Surtsey, mogu biti pokazatelj razvoja otoka u budućnosti: od svojeg su formiranja značajno erodirali.

## Vanjske poveznice
- The Surtsey Research Society  Arhivirana inačica izvorne stranice od 16. srpnja 2011. (Wayback Machine) (engl.)
- Surtsey na stranici UNESCO-ove Svjetske baštine (engl.)
- Meteorološka stanica na Surtseyu (engl.)
- Web kamera s otoka (engl.)
- Podrobne informacije o Surtseyu (engl.)